# Blood Red Sandman
„Blood Red Sandman“ je singl finske hard rok grupe Lordi sa albuma The Monsterican Dream. Objavljen je 30. juna 2004. godine. Na njemu se pored pesme „Blood Red Sandman“ nalaze i dve bonus pesme: „Pyromite“ i „To Hell With The Pop“.
Te dve pesme su kasnije objavljene i na kompilacijskom albumu Zombilation - The Greatest Cuts 2009. godine. Za ovu pesmu Lordi su 2004. godine snimili i spot. Spot podseća na scene iz horor filma „The Evil Dead“, u kome su nekoliko mladih ljudi smešteni u jednoj kolibi duboko u šumi.

## Spisak pesama
1. - 4:03
2. - 4:25
3. - 4:49

## Članovi benda
- Mr. Lordi - Vokal
- Amen - Gitara, Prateći vokal
- Kalma - Bas gitara, Prateći vokal
- Enary - Klavijature, Prateći vokal
- Kita - Bubnjevi, Prateći vokal